# Nericonia opacella
Nericonia opacella är en skalbaggsart som beskrevs av Aurivillius 1927. Nericonia opacella ingår i släktet Nericonia och familjen långhorningar.
Artens utbredningsområde är Filippinerna. Inga underarter finns listade i Catalogue of Life.